# Irma Avegno
Irma Avegno (Montevideo, 20 de diciembre de 1881 - Buenos Aires, junio de 1913) fue una mujer uruguaya de la alta sociedad montevideana de principios del siglo XX, que se dedicó a los negocios financieros.

## Biografía
Avegno era hija de Emilio Avegno y María de Ávila, según consta en su partida de nacimiento. Pertenecía a una familia acomodada vinculada al turf y, políticamente, al Partido Colorado. Su padre fue diputado de ese partido por el Departamento de Artigas y su tío político, el doctor José Romeu, fue Secretario de Estado, ambos durante el segundo gobierno de José Batlle y Ordónez.
Fue considerada en su propia época como una persona liberal y transgresora, ya que se dedicó a negocios financieros (era prestamista) y a actividades tradicionalmente reservadas a hombres, como las apuestas en carreras de caballos. Su orientación homosexual declarada abiertamente, que sólo podía ser reconocida de forma implícita en la época, también contribuyó en ese sentido.
Falleció en extrañas circunstancias en Lomas de Zamora, provincia de Buenos Aires, siendo prófuga de la Justicia uruguaya. El escándalo desatado por las deudas que dejó tras fugarse del país, provocaron un fuerte cimbronazo en el gobierno de Batlle y Ordóñez. La causa oficial de muerte fue suicidio.
Su cuerpo fue enterrado en el Cementerio Central de Montevideo, luego de haber arribado en el vapor "Roma" que fue esperado por una multitud.

### Obras sobre su vida
- Armas, Dino (2012). Se ruega no enviar coronas (teatro). Montevideo : Estuario, 2012. 81 p.
- Vigil, Mercedes (2000). Una mujer inconveniente : la historia de Irma Avegno (narrativa). Montevideo : Fin de Siglo, 2000. 156 p.

## Galería

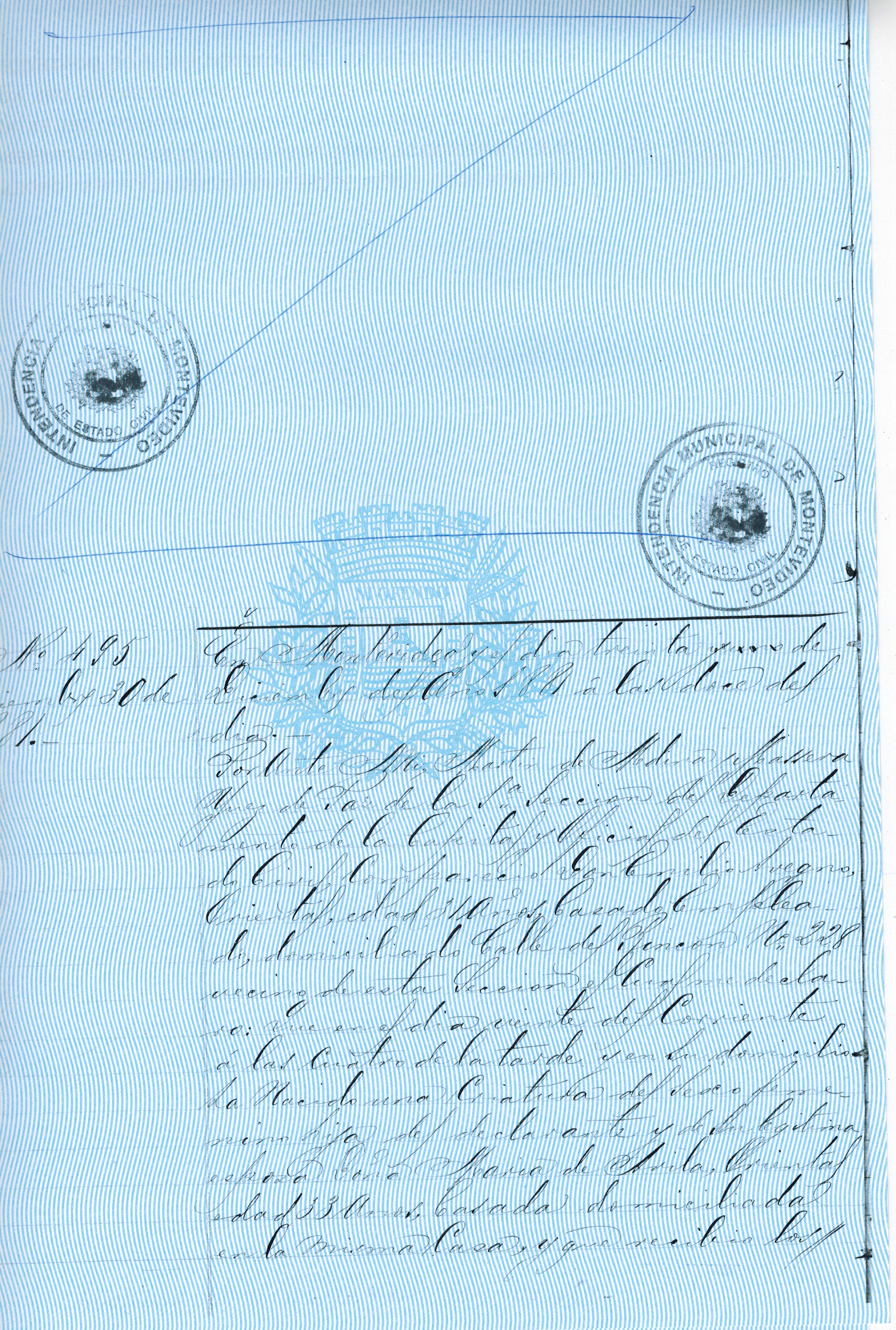
Partida de nacimiento de Irma Avegno, p. 1.
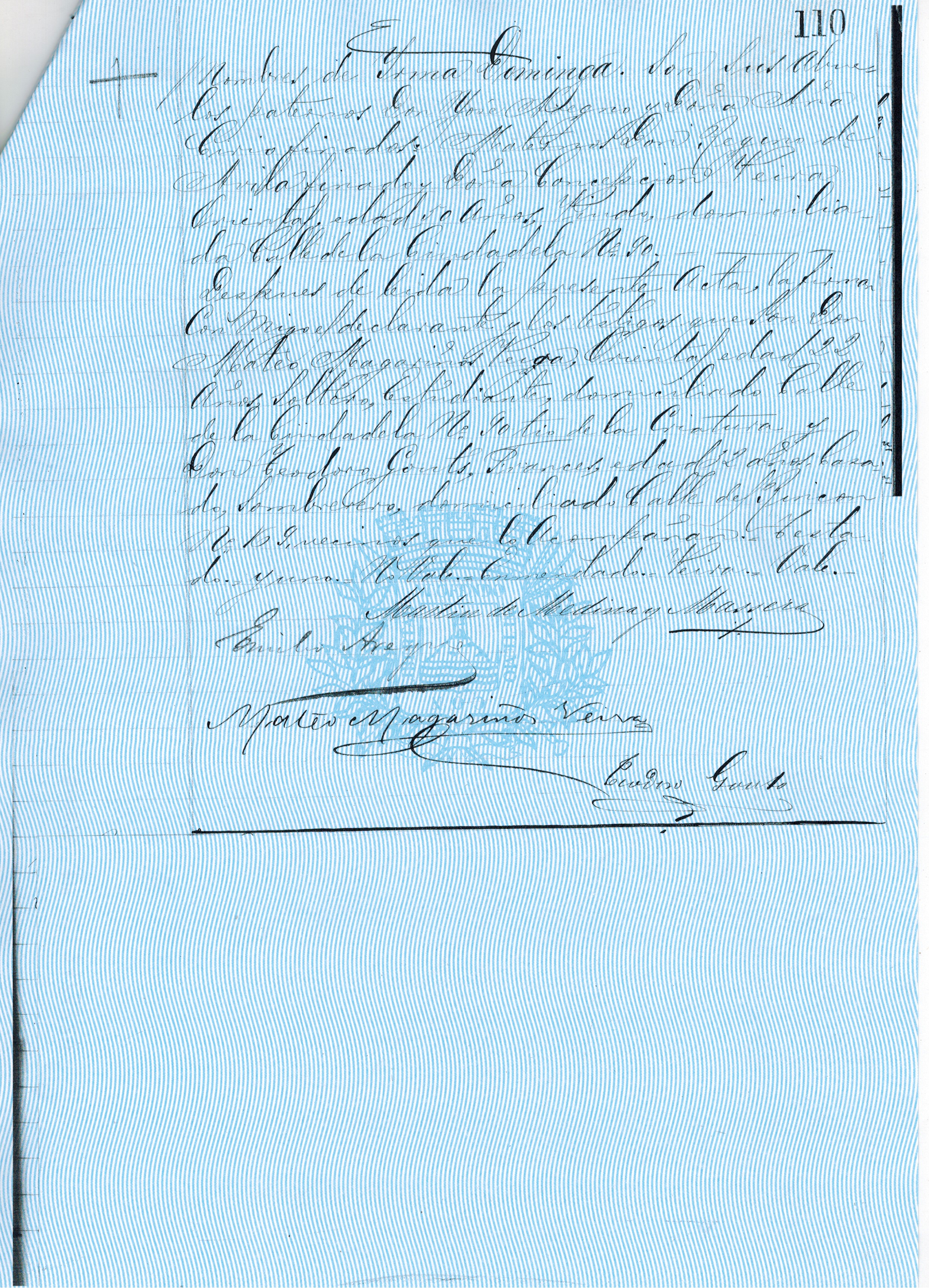
Partida de nacimiento de Irma Avegno, p. 2.
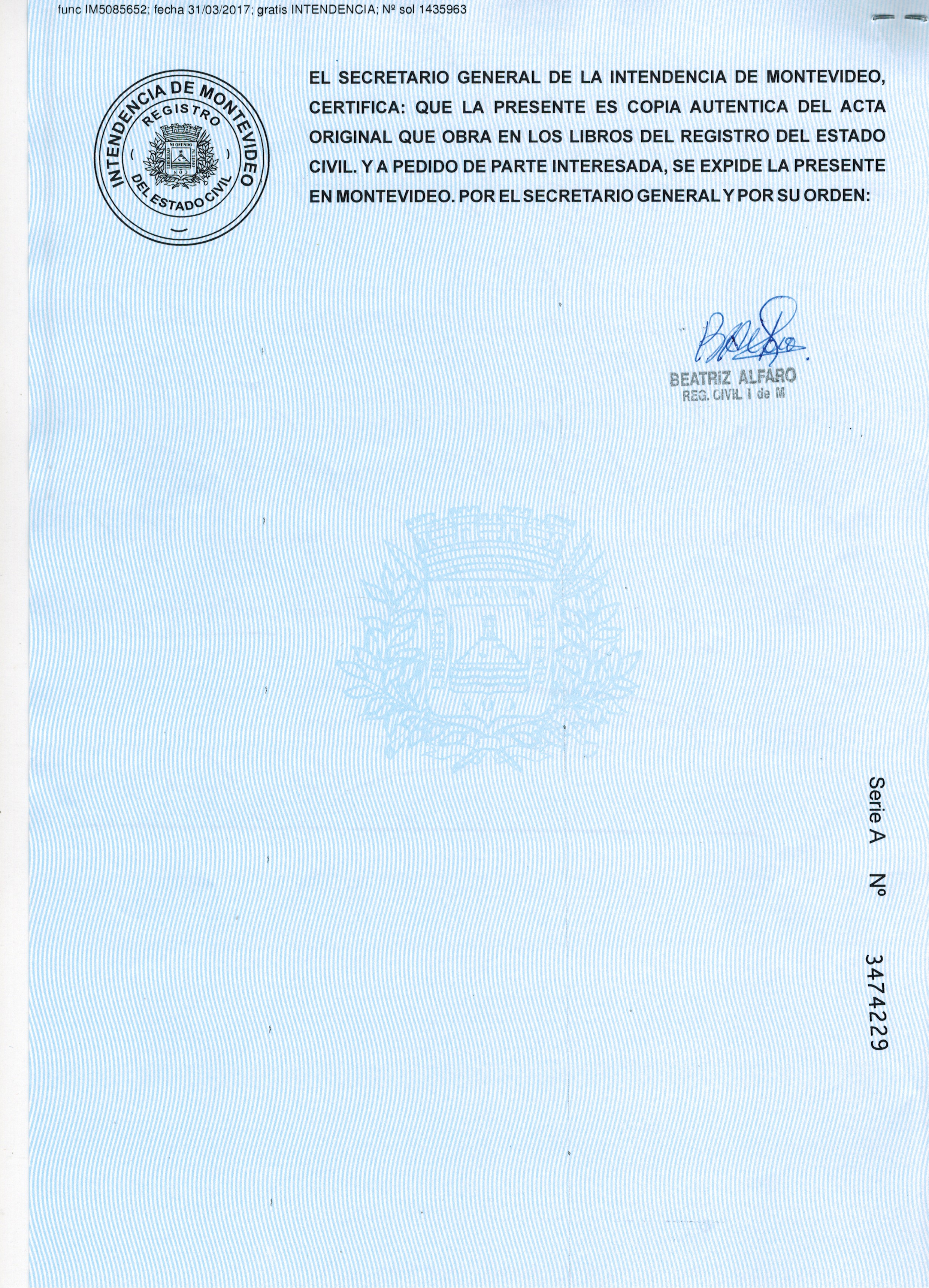
Partida de nacimiento de Irma Avegno, p. 3.